# Квєтний Роман Наумович
Квєтний Роман Наумович (4 грудня 1955, Вінниця)  — український науковець та письменник, кандидат технічних наук (1983),  доктор технічних наук (1991), професор (1992), академік Української Технологічної Академії (1998), академік Академії метрології України (2014), член-кореспондент Національної академії педагогічних наук України (2016), старший член Всесвітнього товариства інженерів з електроніки та електротехніки (англ. Senior Member IEEE), заслужений діяч науки і техніки України (2013).

## Біографія
З 1972 по 1977 навчався у Вінницькому політехнічному інституті (сьогодні Вінницький національний технічний університет). Закінчив з відзнакою. Спеціальність: інженер-радіотехнік.
1978—1983 — Старший науковий співробітник кафедри автоматики та інформаційно-вимірювальної техніки Вінницького національного технічного університету.
1983—1991 — Доцент кафедри автоматики та інформаційно-вимірювальної техніки Вінницького національного технічного університету
1991—1994 — Професор кафедри автоматики та інформаційно-вимірювальної техніки Вінницького національного технічного університету.
З 1994 року очолює кафедру автоматики та інформаційно-вимірювальної техніки Вінницького національного технічного університету.
У 2016 році було обрано членом-кореспондентом Національної академії педагогічних наук України.

## Наукові ступені
1983 — Кандидат технічних наук. Тема кандидатської дисертації: «Дослідження ультразвукового методу та розробка пристроїв контролю щільності суспензій». В цей період ним було проведено комплекс досліджень та отримано нові наукові результати в розвитку ультразвукових методів вимірювання.
1986 — Отримав звання доцента.
1991 — Доктор технічних наук (ступінь присвоєно Вищою атестаційною комісією СРСР). Тема докторської дисертації: «Метод та засоби аналітичного ймовірнісного моделювання інформаційно-вимірювальних систем».
1992 — Професор (ступінь присвоєно Міністерством освіти і науки України).

## Додаткові звання
1996 — академік Української технологічної академії.
1997 — старший член всесвітнього Товариства інженерів з електроніки та електротехніки (англ. IEEE Senior Member).
2008 — нагороджений нагрудним знаком «Відмінник освіти України».
2013 – нагороджений почесним званням "Заслужений діяч науки та техніки України"
2014 — академік Академії метрології України.
2016 — член-кореспондент Національної академії педагогічних наук України.
2023 — нагороджений медаллю Григорія Сковороди Національної Академії педагогічних наук України.
2024 — Почесна грамота від департаменту гуманітарної політики Вінницької обласної військової адміністрації.

## Художні книжки
Роман Квєтний пише художні оповідання та нариси, які видані трьома книжками:
- «Рожева горила»
- «Інше життя»
- «Той, що почув»[6]

## Напрями науково-педагогічної роботи
- Математичні методи оптимізації
- Педагогічний практикум
- Моделювання та оптимізація складних систем
- Теорія та практика наукових досліджень
- Обчислювальні методи та застосування комп'ютерів
- Методи обробки даних та зображень

Під керівництвом Р. Н. Квєтного захищено 25 докторських та кандидатських дисертацій.

## Основні публікації
Р. Н. Квєтний є автором близько 250 наукових праць та винаходів, 30 книг (монографій, навчальних посібників, підручників).
- Квєтний Р. Н., Маслій Р. В., Гармаш В. В. Оцінка вірогідності бінарної класифікації об'єктів у зображенні // Журнал «Метрологія та прилади». — 2016. — № 1 (57). — с. 27-31 — ISSN 2307—2180.
- Improving the quality perception of digital images using modified method of the eye aberration correction / Roman Kvyetnyy; Olga Sofina; Pavel Orlyk; Andres J. Utreras; Andrzej Smolarz; Waldemar Wójcik; Sandugash Orazalieva. Proc. SPIE. 10031, Photonics Applications in Astronomy, Communications, Industry, and High-Energy Physics Experiments 2016, 1003113. (September 28, 2016) doi: http://dx.doi.org/10.1117/12.2249164 , 8 р.
- Usage of the hybrid encryption in a cloud instant messages exchange system / Roman Kvyetnyy; Olexander N. Romanyuk; Evgenii O. Titarchuk; Konrad Gromaszek; Nazarbek Mussabekov .Proc. SPIE. 10031, Photonics Applications in Astronomy, Communications, Industry, and High-Energy Physics Experiments 2016, 100314S. (September 28, 2016) doi: http://dx.doi.org/10.1117/12.2249190 , 8 р.
- Р. Н. Квєтний, Р. В. Маслій, В. В. Гармаш, О. Р. Бойко Мікропроцесорні системи. Мікроконтролери сімейства MSP430x2xx. Теорія та практика./Навчальний посібник з грифом Міносвіти. — Вінниця, ВНТУ. — 2015—108 с.
- Modification of fractal coding algorithm by a combination of modern technologies and parallel computations/ Roman N. Kvyetnyy, Olga Y. Sofina, Alla V. Lozun, Andrzej Smolarz, Oxana Zhirnova — Proc. SPIE 9816, Optical Fibers and Their Applications 2015, 98161R (December 18, 2015); doi: http://dx.doi.org/10.1117/12.22290094.
- Р. Н. Кветный, Ю. А. Буняк, О. Ю. Софина Метод сопряженного нулевого пространства для слепой идентификации функции размытия изображения // Электронное моделирование.– ISSN 0204-3572. — 2014. — Т. 36, № 2. — С. 15-26.
- Буняк Ю. А., Кветный Р. Н., Софина О. Ю. Метод нулевого пространства в задачах обработки изображений. — Германия: Palmarium Academic Publishing, 2014 — ISBN 978-3-639-71713-6. — 265 c.
- Р. Н. Квєтний Метод синтезу фільтра для усунення розмитості з використанням другої фундаментальної форми поверхні зображення / Р. Н. Квєтний, О. Ю. Софина, Ю. А. Буняк. — Вісник Вінницького політехнічного інституту, 2013, № 4 C. — 84-88.
- Квєтний Р. Н. Прогнозирование временных рядов с двойной длинной памятью/ Квєтний Р. Н., Л. М. Мельник, В. Ю. Коцюбинський. — Монографія: Palmarium Academic Publishing, Німеччина, 2013. — 140 с.
- Р. Н. Квєтний, І. В. Богач, О. Р. Бойко, О. Ю. Софина, О. М. Шушура. Моделювання систем та процесів. Методи обчислень. /Навчальний посібник. Під загальною редакцією Р. Н. Квєтного, т.1(193 c.), т.2(233 c.).- Вінниця, ВНТУ,-2013.
- Roman N. Kvetny Information Processing in Business, Security and Multimedia. Algorithms. : Monograph / Roman N. Kvetny, Oleg V. Bisikalo, Petro M. Povidayko, Yuriy A. Bunyak, Olga Yu. Sofina and others ; ed. by: Arkadiusz Liber. — Wrocław: Oficyna Wydawnicza Politechniki Wrocławskiej, 2013. — chapter 3. The conjugated null space method of blind deconvolution — P. 29 — 56. — ISBN 978-83-7493-808-2.
- Roman N. Kvetny Information Processing in Business, Security and Multimedia. Algorithms. : Monograph / Roman N. Kvetny, Oleg V. Bisikalo, Petro M. Povidayko, Yuriy A. Bunyak, Olga Yu. Sofina and others ; ed. by: Arkadiusz Liber. — Wrocław: Oficyna Wydawnicza Politechniki Wrocławskiej, 2013. — chapter 2. Solving problems on base of concepts formalization of language image and figurative meaning of the natural-language constructs — P. 9 — 28. — ISBN 978-83-7493-808-2.
- Квєтний Р. Н. Інформаційна технологія прийняття рішень на основі прогнозування часових рядів з довгою пам'яттю [монографія] / Квєтний Р. Н., Л. М. Кислиця, В. Ю. Коцюбинський, В. В. Усов // — Вінниця: УНІВЕРСУМ, 2012. — 139 с.
- Р. Н. Квєтний Метод нульового простору для сліпої ідентифікації функції розсіювання точки зображення / Р. Н. Квєтний, О. Ю. Софина, Ю. А. Буняк. — Міжнародний науково-технічний журнал «Інформаційні технології та комп'ютерна інженерія», том 2, № 24 (2012). — С. 72-77.
- Квєтний Р. Н., Софина О. Ю. Методи фільтрації текстурованих зображень у задачах розпізнавання та класифікації [монографія] Вінниця: УНІВЕРСУМ — Вінниця, 2011. — 119с.
- Kvetny R. Adaptive support system for decision making based on using fuzzy inference/ Р. Н. Квєтний, В. Ю. Коцюбинський, Л. М. Кислиця, Г. О. Кириленко // Współczesne problemy informatyki. — 2011. — С.205 -217.
- Квєтний Р. Н., Бевз О. М. Шифрування даних на основі високо-нелінійних булевих функцій та кодів з максимальною відстанню [монографія] / — Вінниця: Універсум. 2010. — 96 с.
- Квєтний Р. Н., Кулик А. Я. Методи та засоби передавання інформації у проблемно-орієнтованих розподілених комп'ютерних системах [монографія] / — Вінниця: ВНТУ, 2010. — 362c.
- Квєтний Р. Н. Моделювання та оцінка параметрів якості зв'язку в телекомунікаційних мережах [монографія] / Квєтний Р. Н., Лисогор В. Г., Посвятенко В. П., Скидан Ю. А. // — Вінниця: ВНТУ, 2009. — 132c.
- Квєтний Р. Н., Різницеві методи та сплайни в задачах багатовимірної інтерполяції. [монографія] / КвєтнийР. Н., Дементьєв В. Ю. Машницький М. О. Юдін О. О. // — Вінниця: УНІВЕРСУМ-Вінниця, 2009. — 92c.
- A Cooperative Effort to Develop a Real Time Marine Mammal Detection and Tracking System / Yuliya Podobna, Jon Schoonmaker, Roman Kvyetnyy, Yuriy Bunyak, Olga Sofina, Cynthia Boucher, Vincent Contarino AUVSI's Unmanned Systems Europe 2009 (La Spezia, Italy), 15 p.
- Kvyetnyy Roman. Basics of Modelling and Computational Methods. Vinnitsa: VNTU, 2007—150 p.
- Квєтний Р. Н., Лисогор В. Г., Посвятенко В. П., Скидан Ю. А. Моделювання та оцінка параметрів якості зв'язку в телекомунікаційних мережах. Монографія. Вінниця: УНІВЕРСУМ-Вінниця, 2007—108.
- Квєтний Р., Бойко О. Інтервальні моделі перетворень сигналів в інформаційно-вимірювальних системах. Монографія. Вінниця: УНІВЕРСУМ-Вінниця, 2007—132 с.
- Квєтний Р. Н., Буняк Ю. А., Буняк О. Ю. Моделі динамічного фону в задачах розпізнавання об'єктів. Стаття. Радіоелектронні і комп'ютерні системи. — 2007. — № 7(26). — С. 227—232.
- Квєтний Р. Н. Машницький М. О. Моделювання трьохвимірних поверхонь на основі модифікації різницевого методу Гауса. Стаття. Вісник Черкаського державного технологічного університету. — Спецвипуск, 2007. — C . 105—108.
- Квєтний Р. Н., Лисогор В. Г., Посвятенко В. П. Методологія побудови систем контролю та моніторингу цифрових телекомунікаційних мереж. Монографія. Вінниця: Універсум — Вінниця, 2006—162 с.
- Квєтний Р. Н., Бойко О. Р. Комп'ютерна система інтервального моделювання. Стаття. Вісник Черкаського державного технологічного університету. — Спецвипуск — 2006. — Черкаси 2006, — С. 21-25.
- Квєтний Р. Н., Посвятенко В. П. Дослідження неоднорідної нестаціонарної телекомунікаційної мережі множинного доступу з динамічним протоколом в умовах перевантаження. Стаття. Наукові праці Донецького національного технічного університету. Серія «Обчислювальна техніка та автоматизація». — Випуск 106. — 2006. — C. 6-13.
- Квєтний Р. Н., Коцюбинський В. Ю., Шкарпета А. В. Ідентифікація ринкових залежностей на основі явища дивергенції між ціною та індикатором технічного аналізу. Стаття. Вісник Вінницького політехнічного інституту. — 2006. — № 1. — С. 23-34.
- Квєтний Р. Н., Буняк О. Ю. Використання моделей двохвимірного передбачення з квадратичною не лінійністю для розпізнавання об'єктів на динамічному фоні. Стаття. Вимірювальна та обчислювальна техніка в технологічних процесах. — 2006. — № 1. — С. 156—159.
- Kvyetnyy R., Krivogubchenko S., Krivogubchenko D., Bogatch I., Pradivlyanny M. Integrated Circuitry, Textbook: Vinnytsia, VNTU, 2005 — p. 59.
- Квєтний Р. Н., Квєтна І. Р., Шкарпета А. В. Механізми та моделі ціноутворення на світових фінансових ринках. Монографія. Вінниця: Універсам — Вінниця, 2005—226 с.
- Квєтний Р. Н., Кострова К. Ю., Богач І. В. Інтерполяція самоподібними множинами. Монографія. Вінниця: Універсум — Вінниця, 2005—100 с.